# Madonna z Dzieciątkiem i Rodziną (obraz Geertgena tot Sint Jansa)

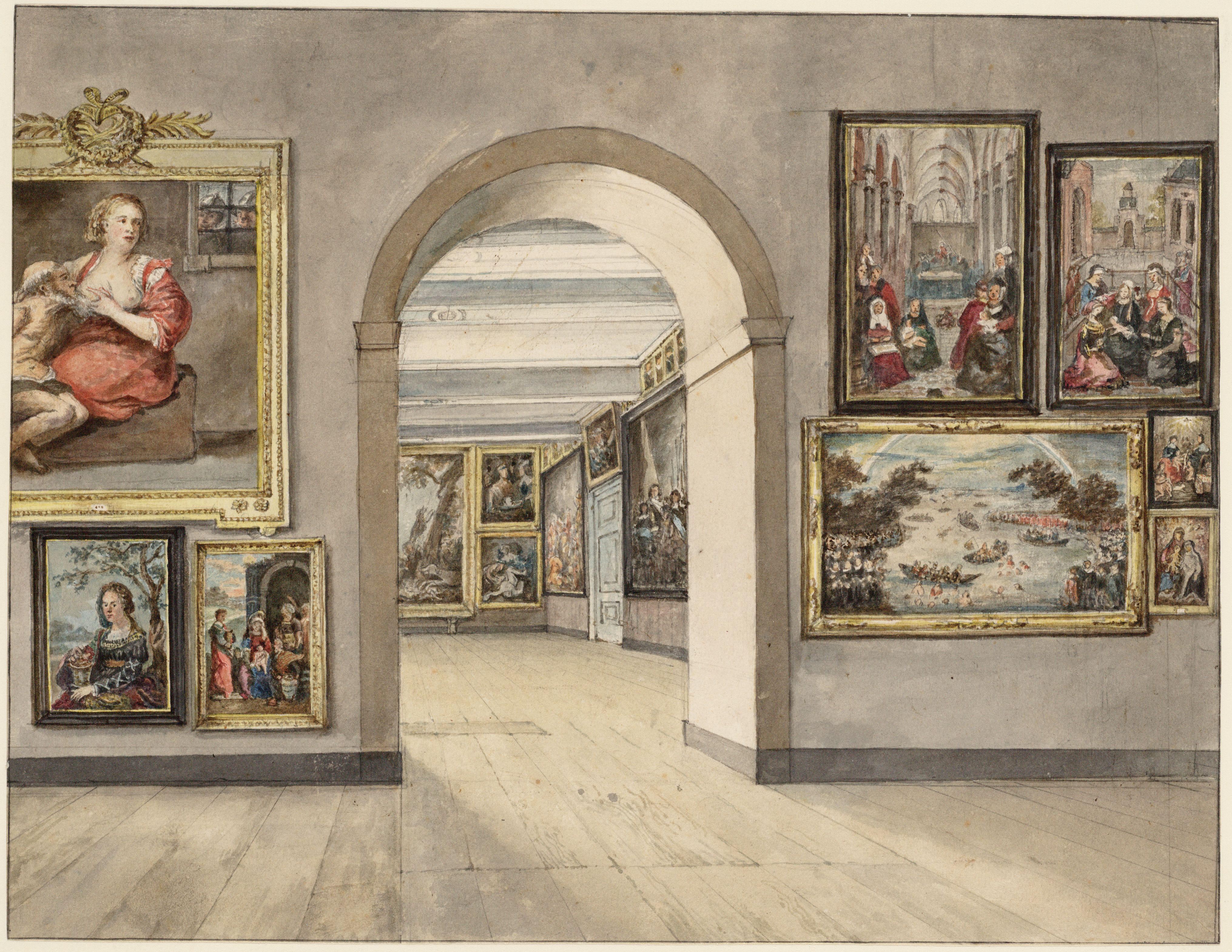
Gerrit Lamberts, Interieur Trippenhuis, 1825

Madonna z Dzieciątkiem i Rodziną (Rodzina Marii) – obraz olejny niderlandzkiego malarza Geertgena tot Sint Jansa.

## Opis
Wątek przedstawiający Rodzinę Marii swoją popularność uzyskał w XV wieku. Prócz Marii z Dzieciątkiem przedstawia Świętą Annę, babkę Jezusa wraz z jej rodziną. Jej postać nie była wspomniana w Piśmie Świętym a jedynie w apokryfach: Protoewangelii Jakuba, z Ewangelii Pseudo-Mateusza, oraz z Ewangelii Marii. Wzmianki o życiu rodzinnym, mężu i ślubie Anny pojawiły się w legendach, tj. w Złotej legendzie Jakuba de Voragine, i Speculum Historiae Wincentego z Beauvais oraz z XIV-wiecznego pisma Ludolpha von Sachsena nazywanego Vita Christi.
Wątek portretu rodzinnego został rozpowszechniony dzięki widzenia bł. Colette Boilet – przeoryszy klasztoru klarysek w Gandawie. Miało to miejsce w 1408. W tymże widzeniu Collette ukazała się święta Anna wraz z jej córkami, która opowiedziała zakonnicy swoje dzieje.
Geertgen umieścił portret rodzinny w nawie gotyckiego kościoła. Jego atmosfera przesiąknięta jest rodzinnym spokojem i dostojeństwem. Mężczyźni mają poważne wyrazy twarzy, kobiety nieco lalkowate a dzieci spokojnie zajęte są zabawą. Obok Marii z Dzieciątkiem, siedzi jej matka Anna. Na kolanach trzyma otwartą księgę religijną, a w dłoni trzyma lupę. Kobiety wokół to jej córki z różnych małżeństw w towarzystwie swoich mężów. Za Anną stoi święty Józef z lilią, symbolizująca czystość. Obok niego stoi Joachim, mąż Anny. Z prawej strony, kobieta patrząca na widza to święta Elżbieta z synem Janem Chrzcicielem. Pozostałe postacie to dalsza rodzina Marii.

## Genealogia
Według legendy Anna miała trzech mężów i z każdym córkę o imieniu Maria. Były to Maria Dziewica (córka Joachima), Maria Kleofasowa (córka Kleofasa) i Maria Salome (córka Salomasa). Trzy córki miały dzieci i tak Maria była matką Jezusa, Maria Kleofasowa i Alfeus mieli czwórkę dzieci: Siona, Jakuba Mniejszego, Judę Tadeusza i Józefa Sprawiedliwego. Maria Salome z mężem Zebedeuszem miała synów Jakuba Wielkiego i Jana Ewangelistę.
Obraz Geertgena został powielony w dziele Lambertsa pt. Interieur Trippenhuis z 1825 roku.